# Местные почты Дании

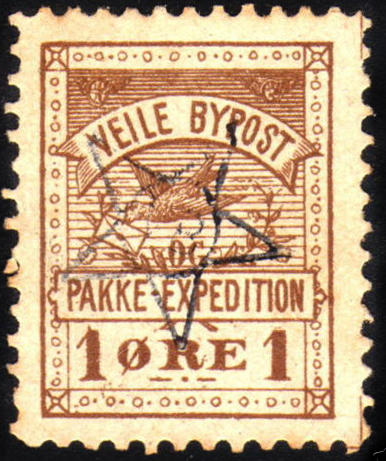
Почтовая марка частной почты Вейле, погашенная штемпелем в виде звезды (1887)

Местные городские почты, выпускавшие собственные почтовые марки, существовали в ряде городов Дании в конце XIX — начале XX веков.

## Вейле
Местная почта в Вейле была основана 5 ноября 1887 года К. Хельмсом (K. Helms). Первые марки, отпечатанные литографским способом, с надписью «Veile Bypost / Pakke-Expedition» вышли в день открытия почты. На марках была изображена птица, несущая в клюве письмо. Марки выпускались до 1912 года. Они гасились штемпелем чёрного цвета в виде пятиконечной ажурной звезды с буквами «V. B.» в круге в центре. Местная почта в Вейле была ликвидирована в 1916 году.

## Виборг
Местная почта в Виборге открылась 6 сентября 1886 года. Первые две марки, отпечатанные литографским способом, с надписью «Viborg Bypost» вышли в день открытия почты. Марки выпускались до 1888 года. Все более поздние выпуски марок имеют надпись «Viborg Bypost og Pakke Expedition». На миниатюрах были изображены различные сюжеты: городской герб, Адам и Ева под Деревом познания, башни Виборгского собора (1130 год). Местная почта в Виборге была закрыта 6 июня 1891 года.

## Коллинг
Местная почта в Коллинге была основана Й. Ф. Хольмструпом (J. F. Holmstrup) в 1886 году. В октябре 1887 года была выпущена серия из пяти почтовых марок с надписью «Kolding Bypost». На первой миниатюре был изображён герб города, на остальных — Колдингская крепость. 30 апреля 1900 года почта закрылась.

## Копенгаген
В Копенгагене в конце XIX — начале XX веков работало несколько местных частных почт.
Местная почта Лауритсена и Таулова — была основана С. А. Лауритсеном (S. A. Lauritzen) и Т. Х. Тауловым (T. H. Thaulow) 11 декабря 1879 года. Первые марки с надписью «Kjøbenhavns by og Hus Telegraf / By Post» вышли 1 сентября 1880 года. Марки выпускались до августа 1889 года. На них были изображены три башни с герба Копенгагена.
Adam’s Expres — была основана Р. Ингерверсеном (R. Ingerwersen) 1 февраля 1884 года. Первые марки с надписью «Adams Expres / Kjøbenhavn» вышли в 1888 году. Вторая серия из пяти марок была выпущена в 1891 году.
Expres-Compagni — была основана в 1880 году. Первые марки с надписью «Universal Expres / Pakke Frimk.» вышли 1 сентября того же года. Марки выпускались до января 1882 года.
Kjobenhavn’ Pakke Expedition — была основана в 1901 году. Серия марок разных номиналов вышла в том же году. На них изображены весы, на левой чаше которых находится бандероль, на которой указан номинал марки.
Kjobenhavns Telefon-Kiosker — эта компания специализировалась на доставке билетов на спектакли шести городских театров города, на концерты и в замок Русенборг. В 1896 году вышла серия из пяти марок, отпечатанных литографским способом. Плата в 10 эре взималась за бронирование и покупку билетов в театр или на концерт за день до спектакля. Дополнительно 10 эре взималось за бронирование, сделанное непосредственно в день спектакля. Плата за доставку билетов составляла 20 эре, за срочную доставку (экспресс) — 35 эре. Марки выпускались различными тиражами и отличаются качеством печати, оттенками и сортом бумаги.
|                                          |                                                  |                                    |                                                              |                                                                                 |
| 1887: почтовая марка частной почты Вейле | 1887: марка частной почты Виборга («Адам и Ева») | 1888: марка частной почты Колдинга | 1880: марка частной почты Лауритсена и Таулова в Копенгагене | 1886: то же с надпечаткой нового номинала (тариф для бандеролей, газет и т. п.) |

## Оденсе
В июле 1882 года местная почта «Odense A. A.» выпустила марки номиналом в 5 и 10 эре, с надписью «Dampbaadene Paa Odense AA». Они были с зубцовкой, отпечатаны литографским способом. Использовались марки на почтовых судах, курсировавших по реке Оденсе и проливу Большой Бельт.
Ещё одна местная почта в Оденсе была открыта Л. Расмуссеном (L. Rasmussen) 1 февраля 1884 года. Первые местные марки с надписью «Odense / Bypost» и цифрой номинала в овале вышли в день открытия почты. В 1886 году вышли марки с изображением герба города. Марки выпускались до 1887 года. Почта была закрыта 2 июня 1891 года.

## Ольборг
Местная почта в Ольборге была основана Альсом (C. J. Als) 23 февраля 1884 года. Первые марки с надписью «Aalborg Bypost», отпечатанные литографским способом, вышли в день открытия почты. Марки эмитировались до 1889 года, более поздние выпуски имеют надпись «Aalborg Bypost Pakke Expedition». На всех марках, кроме первого выпуска, помещено изображение трёх башен с герба города. Местная почта в Ольборге закрылась в 1896 году.

## Орхус
Местную почту в Орхусе основал Кр. Поульсен (1 ноября 1884 года. Первые марки с надписью «Aarhus Telefon og Bypost», отпечатанные литографским способом, вышли в день открытия почты. После смерти основателя в 1888 году его дело продолжил Л. П. Поульсен. Марки с новой надписью «Aarhus Bypost» эмитировались до закрытия почты 2 мая 1892 года.
|                                           |                           |                                    |             |                                  |
| 1884: почтовая марка частной почты Оденсе | 1886: то же (герб города) | 1884: марка частной почты Ольборга | 1887: то же | 1884: марка частной почты Орхуса |

## Раннерс
Местная почта в Раннерсе была основана Мариусом Е. Бергом (Marius E. Berg) 19 мая 1885 года. Первые марки с надписью «Randers Bypost og Pakke-Expedition» и цифрой номинала в овале, отпечатанные литографским способом, вышли в день открытия почты. В 1886 году вышли марки с изображением трёх башен, предположительно местной церкви XV века. После пожара в 1887 году в здании почты, большая часть запаса марок была уничтожена. Поэтому в августе — сентябре того же года была издана серия марок с изображением рыцаря в доспехах, предположительно Нильса Эббесена — национального героя Дании. Марки издавались до 1889 года, многие из них были надпечатаны, например, в 1888 году на марках была сделана чёрная надпечатка текста «Telefon-Mrk.» («Телефонная марка»). В декабре 1889 года местная почта была преобразована в почтовое отделение королевской почты.

## Свеннборг
Местная почта в Свеннборге была открыта Г. Боком (G. Bock) 1 декабря 1887 года. Почтовые марки, отпечатанные литографским способом, с изображением части герба города и надписью «Svendborg Bypost og Pakke-Expedition», вышли в день открытия почты. Почта в Свеннборге работала непродолжительное время.

## Фредерисия
Местная почта в Фредерисии была открыта 1 августа 1886 года. Первые марки, отпечатанные литографским способом, с надписью «Fredericia Bypost og Pakke Expedition» вышли в августе 1888 года. На марках был изображён памятник Landsoldaten («Пеший солдат»), установленный во Фредерисии в честь героев и павших в датско-прусской войне 1848—1850 годов. Марки выпускались до 1890 года. На миниатюрах 1889 года помещено изображение герба города. Существует более 80 различных пробных выпусков марок этой почты. 14 мая 1891 года местная почта закрылась.
|                                                                                      |                                 |                                          |                                      |                                      |
| 1887: почтовая марка частной почты Раннерса с надпечаткой литеры «R» («Requisition») | 1887: то же (рыцарь в доспехах) | 1888: то же с надпечаткой «Telefon-Mrk.» | 1887: марка частной почты Свеннборга | 1889: марка частной почты Фредерисии |

## Хольбек
Местная почта в Хольбеке была организована 26 марта 1885 года Пароходной компанией Хольбека. Винтовой пароход компании «Holbæk», курсировал между Хольбеком и Орё. В том же, 1885 году, были выпущены марки двух номиналов в 10 и 20 эре с надписью «Dampbaaden Holbæk» (Пароход Хольбек). Они использовались для оплаты почтовой корреспонденции и бандеролей. Марки гасились красным штемпелем. Компания прекратила своё существование в конце 1888 года.

## Хольте
Местная почта в Хольте (Holte) — небольшой железнодорожной станции, была основана начальником этой станции Георгом Йоакимом Йессеном (Georg Joachim Jessen). По договору с королевской почтой от 1 июля 1866 года Йессен занялся сбором и доставкой на дом почтовых отправлений, взимая за свои услуги плату в 2 скиллинга. Однако население, привыкшее самостоятельно забирать корреспонденцию, восприняло нововведение без воодушевления. Йессен, убеждённый в правильности своей идеи, нанял на почту дополнительный персонал и оставил службу на железнодорожной дороге. Но он так и не смог сделать почтовую службу прибыльной. Полностью обеднев, Йессен эмигрировал в США.
В июне 1869 года почта была передана начальнику станции лейтенанту А. В. Х. Бауманну (A. V. H. Baumann). 2 марта 1870 года вышла первая марка местной почты красно-коричневого цвета номиналом в 2 скиллинга с надписью «Holte / Landpost». 15 сентября 1872 года была выпущена вторая марка местной почты Хольте зелёного цвета, также номиналом в 2 скиллинга. Местная почта Хольте была первой датской местной почтой, выпустившей собственные марки. Для гашения марок использовался номерной штемпель «206» королевской почты. Почтовая корреспонденция доставлялась от железнодорожной станции до ближайших деревень. Однако местное население так и не приняло новую систему, поэтому 25 мая 1873 года местная почта в Хольте была закрыта.
|                                             |                                  |             |
| 1885: почтовая марка частной почты Хольбека | 1870: марка частной почты Хольте | 1872: то же |

## Хорсенс
Местная почта в Хорсенсе была основана Баггером (Bagger) 3 октября 1883 года. Первая марка местной почты с надписью «Horsens Bypost / Brevmærke» вышла в день открытия почты. Второй выпуск с надписью «EXPRES — Horsens Bypost — EXPRES» состоялся в 1884 году. Марки, напоминающие ярлыки, были отпечатаны вручную светло-синей краской на белой гуммированной бумаге. Местная почта была закрыта 1 мая 1884 года в связи с банкротством.
16 сентября 1886 года в Хорсенсе С. Мелгордом (S. Melgaard) снова была открыта местная почта, получившая название «Horsens Telefon og Bypost». Почта использовала оставшиеся запасы марок почты Баггера, снабдив их надпечатками зелёной краской нового номинала и аббревиатуры «HTBP» в четырёх углах над цифрами старого номинала. 22 декабря того же года вышли марки оригинальных рисунков с надписью «Horsens Telefon og Bypost». В апреле и августе 1889 года были эмитированы марки с изображением лошади возле дерева. Местная почта была закрыта 29 мая 1890 года.
|                                                       |                        |                                                                                       |                                    |
| 1883: почтовая марка частной почты Баггера в Хорсенсе | 1884: то же (экспресс) | 1886: марка частной почты С. Мелгорда в Хорсенсе (надпечатка на марках почты Баггера) | 1887: то же (оригинальный рисунок) |